# I liga urugwajska w piłce nożnej (1967)
- Mistrz Urugwaju 1967: CA Peñarol
- Wicemistrz Urugwaju 1967: Club Nacional de Football
- Copa Libertadores 1968: CA Peñarol, Club Nacional de Football
- Spadek do drugiej ligi: Fénix Montevideo
- Awans z drugiej ligi: River Plate Montevideo

Mistrzostwa Urugwaju w roku 1967 były mistrzostwami rozgrywanymi według systemu, w którym wszystkie kluby rozgrywały ze sobą mecze każdy z każdym u siebie i na wyjeździe, a o tytule mistrza i dalszej kolejności decydowała końcowa tabela.

## Primera División

### Końcowa tabela sezonu 1967
| Poz | Klub                      | Mecze | Zw | Rem | Por | Pkt | BrZd | BrStr |
| --- | ------------------------- | ----- | -- | --- | --- | --- | ---- | ----- |
| 1   | CA Peñarol                | 18    | 15 | 3   | 0   | 33  | 43   | 6     |
| 2   | Club Nacional de Football | 18    | 11 | 5   | 2   | 27  | 26   | 16    |
| 3   | CA Cerro                  | 18    | 7  | 6   | 5   | 20  | 21   | 16    |
| 4   | Racing Montevideo         | 18    | 3  | 12  | 3   | 18  | 13   | 17    |
| 5   | Rampla Juniors            | 18    | 6  | 5   | 7   | 17  | 21   | 22    |
| 6   | Danubio FC                | 18    | 5  | 6   | 7   | 16  | 18   | 19    |
| 7   | Defensor Sporting         | 18    | 5  | 4   | 9   | 14  | 19   | 27    |
| 8   | Liverpool Montevideo      | 18    | 3  | 7   | 8   | 13  | 14   | 23    |
| 9   | Fénix Montevideo          | 18    | 3  | 5   | 10  | 11  | 15   | 29    |
| 10  | Sud América Montevideo    | 18    | 3  | 5   | 10  | 11  | 15   | 30    |

### Klasyfikacja strzelców bramek
| Gole | Piłkarz         | Klub       |
| ---- | --------------- | ---------- |
| 12   | Alberto Spencer | CA Peñarol |